# VP9

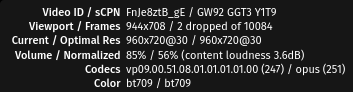
Captura de tela das estatísticas de mídia do YouTube, exibindo um vídeo com o codec de vídeo VP9 e o codec de áudio Opus

VP9 é um formato de codificação de vídeo aberto e livre de royalties desenvolvido pela Google.
VP9 é o sucessor do VP8 e compete principalmente com o High Efficiency Video Coding (HEVC/H.265). No começo, o VP9 era usado principalmente na plataforma de vídeos da Google, o YouTube. O aparecimento da Alliance for Open Media, e seu suporte para o desenvolvimento contínuo do sucessor AV1, levou a um crescente interesse no formato.
Ao contrário do HEVC, o suporte do VP9 é comum entre navegadores web. A combinação de um vídeo VP9 e um áudio Opus no container WebM, como servido no YouTube, é suportado por aproximadamente 3⁄4 do mercado de navegadores (dispositivos móveis inclusos) no começo de 2017. O Android tem suporte desde a versão 4.4 KitKat, apesar de a aceleração por hardware variar.